# Лорел Маунтин (Пенсилванија)
Лорел Маунтин (енгл. Laurel Mountain) град је у америчкој савезној држави Пенсилванија.

## Демографија
По попису из 2010. године број становника је 167, што је 18 (-9,7%) становника мање него 2000. године.
| Група             | 2000.       | 2010.       |
| Белци             | 182 (98,4%) | 165 (98,8%) |
| Афроамериканци    | 0 (0,0%)    | 0 (0,0%)    |
| Азијати           | 0 (0,0%)    | 1 (0,6%)    |
| Хиспаноамериканци | 3 (1,6%)    | 1 (0,6%)    |
| Укупно            | 185         | 167         |